# Universidad Brandeis
La Universidad Brandeis (en inglés: Brandeis University (pronunciado / brændaɪs /) es una universidad de investigación estadounidense de carácter privado con un enfoque hacia las artes liberales. Se encuentra ubicada en la esquina suroeste de Waltham, Massachusetts, a nueve millas (14 kilómetros) al oeste de Boston. La Universidad tiene una matrícula de aproximadamente 3200 universitarios y 2100 estudiantes graduados. En 2010, fue clasificada por la U.S.News and World Report como la número 34 entre las universidades nacionales en los Estados Unidos. Forbes situó en 2010 a la Brandeis University como la número 57 entre todas las universidades nacionales y facultades de artes liberales.
Brandeis University fue fundada en 1948 como una institución mixta no sectaria, en sustitución de la antigua Universidad de Middlesex. La universidad lleva el nombre de Louis Dembitz Brandeis (1856-1941), el primer Juez Asociado de la Corte Suprema de los Estados Unidos de origen judío.

## Historia

### Fundadores
Los nombres asociados con la fundación de la Brandeis University incluyen a Israel Goldstein, George Alpert, C. Ruggles Smith, Albert Einstein y Abram L. Sachar.
C. Ruggles Smith era hijo del doctor John Hall Smith, fundador de la Universidad de Middlesex, que había muerto en 1944. En 1946, la universidad estaba al borde del colapso financiero. En ese momento, era una de las pocas escuelas de medicina en los EE. UU. que no imponía una cuota judía, pero nunca había sido capaz de asegurar la acreditación de la American Medical Association (AMA), en parte, según su fundador, debido al antisemitismo institucional en la AMA y, en consecuencia, Massachusetts, estaba condenada a su desaparición.
Israel Goldstein fue un prominente rabino de Nueva York desde 1918 hasta 1960 (cuando emigró a Israel), y un influyente sionista. Antes de 1946, había encabezado la Junta de Rabinos de New York , el Fondo Nacional Judío, y la Organización Sionista de América (OSA), y ayudó a fundar la Conferencia Nacional de Cristianos y Judíos. En su octogésimo cumpleaños, en Israel, Yitzhak Rabin y otros líderes del gobierno, el parlamento, y el movimiento sionista se reunieron en su casa para rendirle homenaje. Sin embargo, entre todos sus logros, el elegido por el New York Times para encabezar su obituario fue: "Rabino Israel Goldstein, fundador de la Universidad Brandeis".
C. Ruggles Smith, desesperado en su intento de salvar algo de la Universidad de Middlesex, se enteró de que un comité de Nueva York, dirigido por Goldstein, buscaba un campus para establecer una universidad laica bajo patrocinio judío, y se acercó a Goldstein con una propuesta para ceder el campus de Middlesex y aprobar la comisión de Goldstein, en la esperanza de que se pudiera "... restablecer la Facultad de Medicina ..." Goldstein expresó su preocupación porque cargaba con una escuela médica en declive, pero entusiasmado con la posibilidad de lograr "un campus de 100 hectáreas no muy lejos de Nueva York, la primera comunidad judía del mundo, y sólo a 9 millas (14 kilómetros ) de Boston, uno de los centros más importante de población judía." Goldstein acordó aceptar la oferta de Smith y luego procedió a contratar a George Alpert, un abogado de Boston con experiencia en la recaudación de fondos como vicepresidente nacional de la United Jewish Appeal.
George Alpert (1898 - 11 de septiembre de 1988) se abrió camino en la Boston University School of Law y fue uno de los fundadores de la firma de Alpert y Alpert. Su empresa tuvo una larga asociación con New York, New Haven and Hartford Railroad, de la que fue presidente desde 1956 hasta 1961. Hoy es más conocido como el padre de Richard Alpert (Baba Ram Dass). Fue muy influyente en la comunidad judía de Boston. Su judaísmo "tiende a ser social, más que espiritual." Estuvo involucrado en la ayuda a los niños desplazados de Alemania. Alpert fue presidente de su consejo de administración entre 1946 y 1954, y miembro del citado consejo hasta su muerte.
Goldstein también reclutó a Albert Einstein, cuya participación, un tanto tormentosa y de corta duración, fue muy importante, ya que atrajo la atención nacional a la naciente universidad. La organización fundacional fue llamada "The Albert Einstein Foundation for Higher Learning, Inc." y los primeros artículos de prensa hicieron hincapié en su participación.

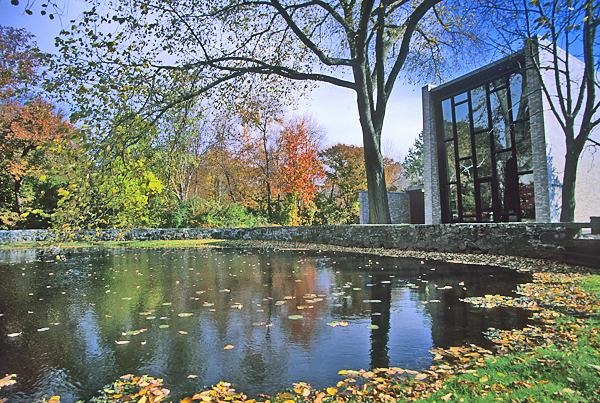
Capilla Pond.

## El incidente con Einstein
El origen de lo que se convertiría en la Universidad Brandeis se asoció estrechamente con el nombre de Albert Einstein desde el 5 de febrero de 1946, cuando accedió a la creación de "The Albert Einstein Foundation for Higher Learning, Inc.", hasta el 22 de junio de 1947, cuando le retiró su apoyo.
Los miembros del consejo de administración se ofrecieron para adjudicar a la universidad el nombre de Einstein en el verano de 1946, pero Einstein se negó, y el 16 de julio de 1946, el consejo decidió que la universidad llevaría el nombre de Louis Brandeis.
El 19 de agosto, los planes para la nueva universidad fueron anunciados por el prominente rabino y sionista Israel Goldstein, presidente de la Fundación Albert Einstein. Goldstein dijo que la universidad fue planificada con el apoyo de las contribuciones de organizaciones y personalidades judías, e hizo hincapié en el punto de que la institución no establecería cupos y estaría abierto a todos "sin distinción de raza, color o credo." La institución iba a ser "plenamente consciente tanto de la tradición hebrea de la Torá mirando a la cultura como un derecho de nacimiento, como del ideal americano de una democracia culta." Uno de los lemas que se adjudicaron a la nueva universidad sería "una universidad sin cuotas sustentada por los judíos."
Einstein y Goldstein se enfrentaron casi de inmediato. Einstein se opuso a lo que él pensaba que era una promoción demasiado amplia, y Goldstein sondeó a Abram L. Sachar como un posible presidente sin consultar a Einstein. Einstein se sintió muy ofendido porque Goldstein había invitado al cardenal Francis Spellman para participar en un evento de recaudación de fondos. Einstein renunció el 2 de septiembre de 1946. Creyendo que la empresa no podía tener éxito sin Einstein, Goldstein estuvo rápidamente de acuerdo en renunciar también, y Einstein regresó, por lo que su breve salida fue públicamente negada.
La Fundación adquirió el campus de la Universidad de Middlesex en Waltham, que estaba casi desaparecida con la excepción de los Servicios Veterinarios de Middlesex y el Colegio Médico. La escritura de esta pequeña y marginal operación fue transferida a la Fundación junto con el campus. La Fundación se comprometió a seguir funcionando, pero empezó a sentir que nunca sería más que una universidad de tercera categoría, mientras que sus costos de operación eran elevados en un momento en que la Fundación estaba tratando de recaudar fondos. Surgieron disputas por tratar de mejorar esta recaudación -como Einstein quería, o por darla por terminada. Einstein también se alarmó por los anuncios de prensa que exageraban el éxito de la fundación en la recaudación de fondos, y el 22 de junio de 1947 se llegó a una ruptura definitiva con la empresa. La escuela de veterinaria se cerró, a pesar de "las protestas indignadas y bien publicitadas, y de las manifestaciones de los decepcionados estudiantes y de sus padres" George Alpert, un abogado responsable de gran parte del esfuerzo de organización, dio otra razón para la ruptura: el deseo de Einstein de ofrecer la presidencia de la escuela al estudioso de izquierdas, Harold Laski. Alpert definió a Laski como "un hombre totalmente ajeno a los principios americanos de la democracia, cubierto de alquitrán por el cepillo comunista". Él había dicho: "Puedo comprometerme sobre cualquier tema, excepto uno que es el americanismo."
Seis años después, Einstein rechazaría la oferta de un doctorado honoris causa de Brandeis, escribiendo al presidente Abram L. Sachar que "lo que ocurrió en la etapa de preparación de la Universidad de Brandeis no fue en absoluto causado por un malentendido y no se puede hacer bueno así sin más."
Los historiadores Elinor Slater y Robert Slater comentaron que "plagado de luchas internas, Brandeis a principios de 1948 parecía un proyecto en serios problemas. Sin embargo, la escuela abrió sus puertas en el otoño con 107 estudiantes." Los historiadores señalan la apertura de Brandeis como uno de los "grandes momentos de la historia de los judíos."
En 1954, la universidad Brandeis inauguró un programa de postgrado y llegó a estar plenamente acreditada. En 1985 fue elegida miembro de la Asociación de Universidades de Estados Unidos, que representa a las sesenta y tres universidades de investigación líderes en los Estados Unidos y Canadá.

## Ocupación estudiantil de Ford Hall
Del 8 al 18 de enero de 1969 cerca de 70 estudiantes ocuparon el entonces centro de estudiantes, Ford Hall. Los manifestantes estudiantiles cambiaron el nombre de la escuela por el de "Universidad Malcolm X" por la duración del asedio (distribuyeron botones con el nuevo nombre y logo) y publicaron una lista de diez demandas para mejorar la representación de las minorías en el campus. La mayoría de estas demandas se cumplieron posteriormente. Ford Hall fue demolido en agosto de 2000 para dar paso al Centro del Campus Shapiro, que fue abierto e inaugurado el 3 de octubre de 2002.

## Rose Art Museum
El Rose Art Museum abrió sus puertas en 1961, como resultado de una lucha de diez años para buscar una sede a las donaciones de arte que la universidad Brandeis había estado recibiendo. Abram Sachar había escrito sobre la importancia de las bellas artes en Brandeis y su "voluntad de exponer a nuestros estudiantes y profesores a todo tipo de orientación artística." 
- - Del propio museo había escrito: "Hubo murmuraciones dentro y fuera del campus sobre la imprudencia de una universidad que anhelaba un museo de arte cuando se necesita mucho más en términos de compromisos de base. Como a menudo ocurrió antes y después, el dilema se resolvió porque seguimos, sin dejar de estar seguros, la orientación optimista de Thackeray: "Mantenga un ojo en el cielo, y otro en la principal posibilidad."[23]}}

En respuesta a un déficit del presupuesto de la universidad de 10 millones de dólares, la dotación anterior al centro de 700.000.000 dólares ahora se vio reducida. Esta reducción, junto a la pérdida de los donantes habituales que perdieron dinero a través de inversiones con Bernard Madoff, el 26 de enero de 2009, la universidad anunció que cerraría el Rose Art Museum en septiembre de 2009 y vendería una preciada colección de arte contemporáneo americano, afirmando que "La conclusión es que los estudiantes, la facultad y la misión académicas básicas son lo primero. Los miembros del consejo de administración tuvieron que buscar en los activos de la universidad y llegaron a la decisión de mantener el compromiso fundamental con la enseñanza." En medio de protestas y críticas, el fiscal general de Massachusetts tiene previsto revisar la planeada venta y los testamentos y acuerdos entre el museo y los donantes.  La universidad posteriormente indicó que solo vendería un número limitado de piezas, en su caso, y que mantendría el museo como una galería para la enseñanza y exposiciones.
El fracaso en resolver las dificultades del presupuesto de la universidad a través de la liquidación del patrimonio artístico llevó a una decisión en mayo de 2009 de suspender la contribución de la universidad a los fondos de jubilación de los empleados durante un año.
El presidente de la Universidad de Brandeis, Jehuda Reinharz, ha anunciado que dimitirá al final del año académico. El anuncio pilló por sorpresa a muchos en el campus, pero el Sr. Reinharz dijo que las críticas recientes sobre su gestión financiera y los planes para cerrar el Rose Art Museum no eran factores determinantes en su decisión. A los 65 años, dijo, sentía que había llegado el momento de dejarlo.

### Presidentes
Los presidentes de la Brandeis University han sido:
- Abram L. Sachar 1948–68
- Morris Berthold Abram 1968–70
- Charles I. Schottland 1970–72
- Marver H. Bernstein 1972–83
- Evelyn E. Handler 1983–91
- Stuart H. Altman (interim) 1990–91
- Samuel O. Thier, M.D. 1991–94
- Jehuda Reinharz 1994– 31 de diciembre de 2010
- Frederick M. Lawrence 1 de enero de 2011-

## Secciones académicas
Las facultades y escuelas de la Universidad Brandeis son:
- Facultad de Artes y Ciencias (The College of Arts and Sciences): Se compone de 24 departamentos y 22 programas interdepartamentales, que, en total, ofrecen 43 carreras y otros 47 títulos menores.
- Escuela de Graduados de Artes y Ciencias (The Graduate School of Arts and Sciences)
- Escuela Heller de Política Social y Gestión (The Heller School for Social Policy and Management): Fundada en 1959, destaca por sus programas de posgrado en administración sanitaria, política social, trabajo social y desarrollo internacional.[30][31]
- Escuela de Verano y de Formación Continuada Rabb (Rabb School of Summer and Continuing Studies)
- Escuela Internacional de Negocios Brandeis (Brandeis International Business School)

Otros servicios complementarios son llevados a cabo por:
- Brandeis University Press, un miembro de la University Press of New England, editorial que publica libros en diversos campos de interés académico y general.

- Goldfarb Library at Brandeis, biblioteca con más de 1,6 millones de volúmenes y 300.000 revistas electrónicas. También cuenta con un gran archivo del Gobierno de los Estados Unidos. Forma parte del Consorcio de Bibliotecas de Boston, que permite a sus estudiantes, profesores y personal el acceso y préstamo de libros y otros materiales de otras instituciones BLC, incluyendo la Universidad de Brown, la Universidad Tufts, y el Williams College.

### Instituto de Periodismo de Investigación Schuster
El Instituto de Periodismo de Investigación Schuster (Elaine and Gerald Schuster Institute of Investigative Journalism), inaugurado en septiembre de 2004, es el primer centro de periodismo de investigación con sede en una universidad de Estados Unidos.
Los grandes proyectos del Instituto son:
- El proyecto de Justicia política y social
- El Proyecto Inocencia y Justicia Brandeis
- El Proyecto Género y Justicia.[32]

### Instituto de Investigaciones Sociales Steinhardt
El Instituto de Investigaciones Sociales Steinhardt (Steinhardt Social Research Institute, SSRI) fue creado en 2005, a partir de una donación de Michael Steinhardt, como un foro para recoger, analizar y difundir datos sobre la comunidad judía, y sobre la religión y la etnicidad en los Estados Unidos. La primera misión de SSRI fue de interpretar los problemas inherentes a la National Jewish Population Survey de 2000 (NJPS). Este instituto ha realizado una Encuesta de población judía del área metropolitana de Boston, cuyos resultados fueron publicados el 9 de noviembre de 2006.
El Instituto recoge y organiza los datos sociodemográficos existentes en fuentes privadas, comunales, y del gobierno. También lleva a cabo estudios locales y nacionales sobre el carácter de los judíos estadounidenses y las organizaciones judías.
El trabajo del Instituto es llevado a cabo por un equipo multidisciplinar de profesores y académicos, que trabajan con estudiantes de pregrado y postgrado, y se complementa con el trabajo de profesores invitados y consultores.
El Instituto trabaja en estrecha colaboración con el Centro Maurice y Marilyn Cohen de Estudios Judaicos Modernos (Maurice and Marilyn Cohen Center for Modern Jewish Studies).

### Centro de Investigación de Estudios de la Mujer
El Centro de Estudios de Investigación de la Mujer, Women's Studies Research Center, fue fundado y dirigido por Shulamit Reinharz, esposa del presidente de la Universidad, Jehuda Reinharz. Se encuentra en el edificio Epstein en el campus Brandeis.

## Clasificaciones
- La Universidad Brandeis fue clasificada en el puesto número 21 entre las 25 universidades nacionales del país, según el ranking publicado recientemente por Center for College Affordability & Productivity (CCAP), una organización independiente, sin fines de lucro con sede central en Washington D. C.[34]
- US News and World Report la situó con el n.º 31 en su lista anual de 2009 de las mejores universidades nacionales.[35]
- N.º 24 entre las 50 mejores universidades privadas de acuerdo con Kiplinger.com (2009).[36]
- N.º 30 entre las 567 instituciones de pregrado y situada entre las 15 primeras universidades nacionales de investigación en un ranking reciente de Forbes.com.[37]
- Entre las 20 primeras "pequeñas universidades de investigación", según Faculty Scholarly Productivity Index (2006–07).[38]
- N º 27 entre las mejores universidades privadas de investigación de Estados Unidos según The Center for Measuring University Performance (2008).[38]
- Recibió el grado "B" en el Campus Sustainability Report Card 2009 y un grado "B" en el Sustainable Endowments Institute[39] durante 2010. Solo un 23% de las facultades ha obtenido calificaciones generales de tipo "B" o mejor.[40]
- Una vez ajustado por el tamaño, la Brandeis es quinta en la nación en términos de los miembros del profesorado elegidos para las sociedades de honor académico.
- Su programa de Educación fue catalogado como uno de los 10 programas de formación docente de cualquier colegio de artes liberales en 2010.[41]

## Profesores y alumnos notables
La Universidad Brandeis, que es una de las universidades de investigación más pequeñas y recientes de Estados Unidos, ha producido un cuerpo de exalumnos inusualmente logrado, sobre todo en el ámbito académico, las profesiones liberales y la literatura, y puede presumir de un distinguido cuerpo de profesores.
Entre los graduados más conocidos están los activistas políticos Abbie Hoffman y Angela Davis, el periodista Thomas Friedman, el congresista Stephen J. Solarz, el físico Edward Witten, el novelista Ha Jin, el teórico político Michael Walzer, la actriz Debra Messing, y el escritor Mitch Albom.
Entre los profesores más distinguidos, del presente y el pasado, encontramos al compositor Leonard Bernstein, el teórico social Herbert Marcuse, el psicólogo Abraham Maslow, la activista de derechos humanos Eleanor Roosevelt, el historiador David Hackett Fischer, el economista Thomas Sowell, el diplomático Dennis Ross, la escritora infantil Margret Rey, el matemático peruano Harald Helfgott y el sociólogo Morrie Schwartz.